# Legros de Rumigny
Legros de Rumigny, död 1770, var en fransk frisör. Han uppfattas som en pionjärfigur för den professionella frisörkonsten.
Han utnämndes till frisör vid det kungliga hovet. Han utgav en bok om frisörkonsten, och öppnade en frisörskola.